# 川本梨誉
川本 梨誉（かわもと りよ、2001年6月11日 - ）は、静岡県静岡市出身のサッカー選手。Jリーグ・FC岐阜所属。ポジションは、フォワード（FW）。

## 来歴
清水エスパルスジュニアユース時代、2016年に中学年代3冠（プレミアカップ、クラブユース選手権、U-15高円宮杯）を達成。また、同年のメニコンカップ 日本クラブユースサッカー東西対抗戦ではMVPを獲得した。
清水ユースへ昇格した2017年からは、各年代別の日本代表としてプレー。2019年3月、トップチームに2種登録され、同年5月22日、ルヴァンカップ・グループステージ第6節のジュビロ磐田戦で途中出場し、トップチームデビューした。
2020年より清水エスパルスのトップチームに昇格。12月19日、最終節のガンバ大阪戦でプロ入り初ゴールを決めて勝利に貢献した。
2021年はファジアーノ岡山に育成型期限付き移籍。
2022年8月、ザスパクサツ群馬へ期限付き移籍。同年12月、移籍期間満了により岡山を退団。
2023年は、清水から群馬へ期限付き移籍。
2024年、清水に復帰するも5月に群馬に再び育成型期限付き移籍。
2025年、ブラウブリッツ秋田に期限付き移籍。同年7月16日、秋田との期限付き移籍契約を解除し、FC岐阜へ期限付き移籍。

## 所属クラブ
- 中田サッカースポーツ少年団
- 清水エスパルスジュニアユース（大里中学校）
- 清水エスパルスユース
  - 2019年3月 - 同年12月  清水エスパルス（2種登録選手）
- 2020年 -  清水エスパルス
  - 2021年 - 2022年8月  ファジアーノ岡山FC（育成型期限付き移籍）
  - 2022年8月 - 2023年  ザスパクサツ群馬（期限付き移籍）
  - 2024年5月 - 12月  ザスパ群馬（育成型期限付き移籍）
  - 2025年2月 - 同年7月  ブラウブリッツ秋田（期限付き移籍）
  - 2025年7月 -  FC岐阜（期限付き移籍）

## 個人成績
| 国内大会個人成績 | 国内大会個人成績 | 国内大会個人成績 | 国内大会個人成績 | 国内大会個人成績                             | 国内大会個人成績 | 国内大会個人成績 | 国内大会個人成績 | 国内大会個人成績 | 国内大会個人成績 | 国内大会個人成績 | 国内大会個人成績 |
| 年度             | クラブ           | 背番号           | リーグ           | リーグ戦                                     | リーグ戦         | リーグ杯         | リーグ杯         | オープン杯       | オープン杯       | 期間通算         | 期間通算         |
| 年度             | クラブ           | 背番号           | リーグ           | 出場                                         | 得点             | 出場             | 得点             | 出場             | 得点             | 出場             | 得点             |
| 日本             | 日本             | 日本             | 日本             | リーグ戦                                     | リーグ戦         | リーグ杯         | リーグ杯         | 天皇杯           | 天皇杯           | 期間通算         | 期間通算         |
| ---------------- | ---------------- | ---------------- | ---------------- | -------------------------------------------- | ---------------- | ---------------- | ---------------- | ---------------- | ---------------- | ---------------- | ---------------- |
| 2019             | 清水             | 46               | J1               | 2                                            | 0                | 1                | 0                | 2                | 0                | 5                | 0                |
| 2020             | 清水             | 33               | J1               | 6                                            | 1                | 2                | 0                | -                | -                | 8                | 1                |
| 2021             | 岡山             | 20               | J2               | 30                                           | 2                | -                | -                | 0                | 0                | 30               | 2                |
| 2022             | 岡山             | 20               | J2               | 20                                           | 2                | -                | -                | 1                | 0                | 21               | 2                |
| 2022             | 群馬             | 47               | J2               | 10                                           | 1                | -                | -                | -                | -                | 10               | 1                |
| 2023             | 群馬             | 7                | J2               | 34                                           | 3                | -                | -                | 1                | 0                | 35               | 4                |
| 2024             | 清水             | 17               | J2               | 0                                            | 0                | 1                | 0                | -                | -                | 1                | 0                |
| 2024             | 群馬             | 14               | J2               | 21                                           | 3                | -                | -                | -                | -                | 21               | 3                |
| 2025             | 秋田             | 18               | J2               | 3                                            | 0                | 1                | 0                | 1                | 0                | 5                | 0                |
| 2025             | 岐阜             | 29               | J3               |                                              |                  | -                | -                | -                | -                |                  |                  |
| 通算             | 日本             | 日本             | J1               | 8                                            | 1                | 3                | 0                | 2                | 0                | 13               | 1                |
| 通算             | 日本             | 日本             | J2               | 119                                          | 11               | 2                | 0                | 3                | 0                | 124              | 11               |
| 通算             | 日本             | 日本             | J3               | \|\|\|\|colspan=2\|-\|\|colspan=2\|-\|\|\|\| |                  |                  |                  |                  |                  |                  |                  |
| 総通算           | 総通算           | 総通算           | 総通算           | 127                                          | 12               | 5                | 0                | 5                | 0                | 137              | 12               |

- 2019年は2種登録選手

出場歴
- 公式戦初出場 - 2019年5月22日 ルヴァンカップ・グループステージ第6節 vsジュビロ磐田（ヤマハスタジアム（磐田））
- Jリーグ初出場 - 2019年10月6日 J1第28節 浦和レッズ戦 (埼玉スタジアム2002)
- Jリーグ初得点 - 2020年12月19日 J1第34節 ガンバ大阪戦 (パナソニックスタジアム吹田)

## タイトル

### クラブ
清水エスパルスジュニアユース
- JFAプレミアカップ（2016年）
- 日本クラブユースサッカー選手権(U-15)大会（2016年）
- 高円宮杯 JFA 全日本U-15サッカー選手権大会（2016年）

### 個人
- メニコンカップ（クラブユース東西対抗戦） 最優秀選手（2016年）

## 代表歴
- U-16日本代表
  - モンテギュー国際大会（2017年）
  - U-16 インターナショナルドリームカップ（2017年）
- U-18日本代表
  - SportChain Cup UAE（2019年）
  - AFC U-19選手権2020・予選（2019年）